# Faro de La Banya
El faro de la Banya es un faro situado en la península de la Banya, al sur de la desembocadura del río Ebro, en la provincia de Tarragona, Cataluña, España. Se encuentra situado en el Parque natural del Delta del Ebro y está gestionado por la autoridad portuaria de Tarragona.

## Historia
Se encendió por primera vez en 1864. En 1929 tenía un alcance de 12 millas gracias a la nueva instalación de acetileno. Desde el año 1943 no contaba con un farero, ya que la ubicación del faro lo impedía. En 1975 se comenzó a construir un nuevo faro para sustituir el mal estado del anterior, que fue reconstruido en el puerto de Tarragona.